# هرتزسپرونگ (دهانه)
هرتزسپرونگ یک دهانه برخوردی در ماه‌ است.

## دهانه‌های اقماری
این دهانه ۱۱ دهانه اقماری دارد.
| Hertzsprung | عرض جغرافیایی | طول جغرافیایی | قطر          |
| ----------- | ------------- | ------------- | ------------ |
| D           | ۳.۳° N        | ۱۲۵.۴° W      | ۴۵.۰ کیلومتر |
| H           | ۱.۳° S        | ۱۲۴.۴° W      | ۲۱.۰ کیلومتر |
| K           | ۰.۵° S        | ۱۲۷.۶° W      | ۲۷.۰ کیلومتر |
| M           | ۷.۵° S        | ۱۲۸.۹° W      | ۳۶.۰ کیلومتر |
| L           | ۰.۴° N        | ۱۲۷.۸° W      | ۳۳.۰ کیلومتر |
| P           | ۰.۰° N        | ۱۲۹.۳° W      | ۲۲.۰ کیلومتر |
| S           | ۰.۶° N        | ۱۳۲.۵° W      | ۴۷.۰ کیلومتر |
| R           | ۰.۱° S        | ۱۳۱.۸° W      | ۳۳.۰ کیلومتر |
| V           | ۵.۲° N        | ۱۳۳.۳° W      | ۳۹.۰ کیلومتر |
| Y           | ۸.۸° N        | ۱۳۱.۲° W      | ۲۳.۰ کیلومتر |
| X           | ۳.۸° N        | ۱۲۹.۱° W      | ۲۴.۰ کیلومتر |